# Championnat de France masculin de kin-ball 2005-2006
2005-2006

Champion SCO Kin-ball Angers 1 le détail de toutes les rencontres sur le  site de la fédération 
| Classement | Equipes                        | Total |
| ---------- | ------------------------------ | ----- |
| 1er        | Angers 1                       | 145   |
| 2e         | Rennes 1                       | 113   |
| 3e         | Montcontour                    | 101   |
| 4e         | Angers 2                       | 57    |
| 5e         | Quintin                        | 34    |
| 6e         | Gbq (Grosse Balle Quintinaise) | 26    |
| 7e         | Rennes 2                       | 25    |